# ピコハウス
株式会社ピコハウス（PICO HOUSE CO.,LTD.）は、Blu-ray Disc・DVDのオーサリングサービス及びオーディオブックの制作・配信を行う日本の企業である。

## 概要
新潮社の映像・音楽部門として設立された制作会社。1996年にDVDオーサリングスタジオを開設。素材（映像・音声・メニュー画面・字幕）制作からエンコード、オーサリング、プレス、アッセンブルに至るまで一貫したサービス体制を構築し、30,300タイトル以上（2014年3月現在）のDVD制作実績を持つ。2006年からはBlu-ray Discのオーサリングサービスを開始。また、コンテンツ制作配信事業にも取り組み、2016年には定額制オーディオブックサービス「LisBo（リスボ）」をスタートした。

## 沿革
- 1987年4月 - 新潮社の映像・音楽部門制作会社として設立（新潮社内）
- 1987年10月 - 編集室、MA室、TVスタジオを完備した社屋完成～営業開始（東京都新宿区矢来町70番地）
- 1994年4月 - 米国PVR社とデジタル圧縮技術に関して業務提携
- 1994年7月 - MPEG-1エンコード、CD-I、ビデオCDオーサリングサービス開始
- 1996年6月 - DVDオーサリングサービス開始
- 1996年10月 - DVDプレス製造委託開始（日本国内）
- 1999年6月 - DVDプレス海外製造委託開始（台湾）
- 2001年11月 - DVDプレス海外製造委託開始（大韓民国）
- 2006年3月 - Blu-ray Disc・HD DVDエンコード・オーサリングシステム導入
- 2007年6月 - 香港ISMM社とBlu-ray Discオーサリングに関して業務提携
- 2008年4月 - Blu-ray Discプレス製造委託開始（日本国内）
- 2008年10月 - Blu-ray Discプレス海外製造委託開始（マカオ）
- 2009年1月 - ウェブサイト「げんごや.com ～使える日本語～」オープン
- 2009年9月 - Blu-ray Discプレス海外製造委託開始（台湾）
- 2010年9月 - Blu-ray Disc簡易オーサリング・ライティングシステム「Easy3D」発表
- 2010年9月 - Blu-ray 3D-ROM 対応オーサリングシステム導入
- 2011年3月 - BD-Jオーサリング・編集ソフトウェア「Easy3D BDJ」発表
- 2012年8月 - コンテンツ制作配信プラットフォーム「X PUBLO」発表
- 2015年7月 - オーディオブック受託制作サービス開始
- 2016年10月 - 定額制オーディオブックサービス「LisBo（リスボ）」開始[4][5]
- 2018年5月 - ライブ配信番組「ちのえん」開始
- 2019年1月 - 「げんごや」サイトリニューアル（URL変更）
- 2019年2月 - 「LisBo（リスボ）」においてオーディオドラマ「クレシェンド」配信開始
- 2019年6月 - 「LisBo（リスボ）」において「神楽坂 声のライブラリー」開始[6][7]
- 2020年12月 - 平和祈念展示資料館の協力のもと、労苦体験手記「平和の礎」をオーディオブック化[8][9]
- 2021年10月 - 地域に密着した音声制作サービス「声のライブラリー」開始
- 2024年7月 - オーディオブック制作量の増加に伴い、第2スタジオを新設

## 自社商品

### DVDソフト
- いわさきちひろワールド 〜Chihiro's World〜
- オルゴール・ファンタジー 〜天使からのメリー・クリスマス〜
- 雪深い山国 〜世界のベストアニメーションVOL.1〜
- スクリーン・プレイ 〜世界のベストアニメーションVOL.2〜
- ティップ・トップ 〜世界のベストアニメーションVOL.3〜
- 濱田のり子「みだらな扉 La Porte Devergondee」
- 小鳩の会の日本の歴史
- オスカー直伝フットサル・レッスン VOL.1,2

### アプリケーション
- ビジュアルブック「関東大震災と鉄道」for iPad
- ビジュアルコンテンツ 台湾・霧社事件への招待（「近代日本・台湾史図書館」アプリ内コンテンツ）
- 映像で覚えるロープワーク（「ヤマケイ映像ブック」アプリ内コンテンツ）
- 四字熟語パネルゲーム 漢字タッチ4x4
- 歴史の順番

### オーディオブック
- 泉鏡花「神楽坂七不思議」
- 北原白秋「邪宗門」「北原白秋詩集」
- 島崎藤村「若菜集」「藤村詩抄 島崎藤村自選」「雪の障子」
- 加能作次郎「早稲田神楽坂」
- 水野仙子「神楽坂の半襟」
- 石川啄木「一握の砂」「火星の芝居」「呼子と口笛」「人間の悲哀」
- 田山花袋「あちこちの渓谷」「子供と旅」「くづれた土手」
- 矢田津世子「神楽坂」
- 江戸川乱歩「悪霊物語」
- 宮城道雄「声と人柄」
- 新美南吉「子どものすきな神さま」「里の春、山の春」「飴だま」「赤とんぼ」
- 楠山正雄「ねずみの嫁入り」
- グリム兄弟「おおかみと七ひきのこどもやぎ」
- アンデルセン「マッチ売りの少女」
- 御厨明「かいじゅうがやってきた」「女王様と魔法の鏡」
- 香月凛「ハッピー・バタフライ・エフェクト」「純少女（ピュア・ガール）」「猫のいる夜」「Ｙ（妖怪）系カノジョ」「AIの帝国」「ビーハイヴ・グラフティ！」
- さめのうた「切れかけの電灯」「ようこそ殺人鬼さん」「19XX年11月14日の取材」
- 日本の偉人研究会「日本の偉人 心に響く名言」シリーズ

## 所在地
- 東京都新宿区矢来町70番地

## 関連会社
- 新潮社